# Chaddesden
Chaddesden är en stadsdel i Derby, i distriktet Derby, i grevskapet Derbyshire, i England. Ward hade 13 370 invånare år 2021. Chaddesden var en civil parish fram till 1968 när blev den en del av Derby och Morley. Civil parish hade 15 622 invånare år 1961. Byn nämndes i Domedagsboken (Domesday Book) år 1086, och kallades då Cedesdene.